# Distoleon schoutedeni
Distoleon schoutedeni is een insect uit de familie van de mierenleeuwen (Myrmeleontidae), die tot de orde netvleugeligen (Neuroptera) behoort. 
Distoleon schoutedeni is voor het eerst wetenschappelijk beschreven door Navás in 1929.